# 三原梓
三原 梓（みはら あずさ、2003年2月16日 - ）は、日本の陸上競技選手、中距離走、長距離走。

## 経歴
京都府出身。八幡市立男山東中学校、立命館宇治高等学校卒業。中学時代から府内の大会で上位に入る活躍し、さらに高校以降は全国レベルの活躍を続けてきた。
全国女子駅伝での活躍は目覚ましく、2019・2020年に5区で連続区間賞を取っている。特に、2020年は彼女を含めた立命館宇治高の3名全員が区間賞の好走をし、京都チームの大逆転優勝に貢献したことは印象に残る。また、2020年にはコロナ感染の広がりでインターハイが中止になる中、代替大会「全国高等学校陸上競技大会2020」で見事に1500m、3000mの2冠を達成している。
高校卒業後はかんぽ生命保険へ入社し、オリンピックや世界選手権代表経験者である鈴木亜由子、関根花観（引退）、鍋島莉奈、廣中璃梨佳らが活躍している日本郵政グループ女子陸上部に加入した。同チームにはライバルでもある小坂井智絵(私立成田高卒)・土井葉月(須磨学園高卒)も加わり、日本の女子中・長距離界をリードするチームでの一層の飛躍が期待される。
2023年8月、ルートインホテルズに移籍。

## 主な記録
| 年     | 大会                         | 種目    | 順位    | 備考          |
| ------ | ---------------------------- | ------- | ------- | ------------- |
| 2017年 | ジュニアオリンピック陸上     | 3000m   | 9位     |               |
| 2018年 | 全国高校駅伝女子             | 2区     | 区間5位 | 立命館宇治7位 |
| 2019年 | 全国女子駅伝                 | 5区     | 区間賞  | 京都府2位     |
|        | クロスカントリー日本選手権   | U20 6km | 14位    |               |
|        | 全国高校駅伝女子             | 1区     | 区間9位 | 立命館宇治7位 |
| 2020年 | 全国女子駅伝                 | 5区     | 区間賞  | 京都府優勝    |
|        | 全国高等学校陸上競技大会2020 | 1500m   | 優勝    |               |
|        | 全国高等学校陸上競技大会2020 | 3000m   | 優勝    |               |
|        | 全国高校駅伝女子             | 1区     | 区間3位 | 立命館宇治5位 |
| 2021年 | クロスカントリー日本選手権   | U20 6km | 2位     |               |
|        | U20日本選手権                | 3000m   | 3位     |               |
|        | U20日本選手権                | 5000m   | 3位     |               |